# Politička korektnost
Politička korektnost, rjeđe politička pravilnost ili čak politička ispravnost, za koju se ponekad rabi i engleska skraćenica PC (political correctness) je izraz koji predstavlja izbjegavanje gesti, ponašanja ili uporabu izraza koji predstavljaju ili se mogu protumačiti kao vrijeđanje ili omalovažanje određene društvene skupine ili manjine. Izraz može imati i pogrdno značenje koje opisuje nastojanje da se kroz novogovor ostatku društva nametne određena ideologija, ili uvede cenzura i ograniči sloboda govora.
Izvorno se izraz se prvi put počeo koristiti u marskističkoj literaturi u Rusiji, gdje je nakon oktobarske revolucije on označavao iskazivanje ideja koje su sukladne politici Ruske komunističke partije (boljševika). Od 1970.-ih godina su ga koristili liberali, a od 1990.-ih godina ga počinju koristiti konzervativci u SAD, ali u pežorativnom smislu: da njime označe zahtjeve kojim se onemogućava isticanje konzervativnih stavova u javnosti, jer se mnoge izraze i stavove kao "problematične" zamijenilo novim, koji su politički korektni, "pravilni". Nastojanja da se izmisle novi "politički korektni" izrazi za dotada uobičajene su također bili česti predmet satire.
Politička korektnost, kao jasno uočljiv fenomen u javnosti SAD-a, predmet je znanstvenog izučavanja od 1990.-ih godina.
Posljednjih desetljeća je u SAD-u ocijenjen neprihvatljivim cijeli niz termina, pa se primjerice ne govori o radnoj snazi kao o "manpower", jer ta riječ sadrži riječ korijen "man", što ukazuje na muškarce - umjesto toga se danas u engleskom jeziku koristi "politički korektan" izraz "human resources" (ljudski resursi). Slično, ne smatra se politički korektnim koristiti izraz "prostutitka", nego se koristi termin "seksualna radnica"; a umjesto "slijep" (eng. blind) se koristi termin "osoba oštećenog vida" (eng. visually impaired).
U Hrvatskoj je utjecaj kolitičke korektnosti manje vidljiv nego u SAD-u, pa 2022. i 2023. god. novinari komentiraju da su "politička korektnost i kultura otkazivanja fenomeni  koji dolaze iz SAD-a i još nisu naišli na prihvaćanje u hrvatskoj javnosti... u Hrvatskoj vlada kultura vrijeđanja, a ne otkazivanja"; nastojeći pisati o fenomenu političke korektnosti, daju primjere s engleskog govornog područja.
Utjecaj koncepta političke korektnosti osjeća se u novije vrijeme i u drugim jezicima, primjerice se u hrvatskom jeziku ne smatra danas prihvatljivim koristiti riječ "Ciganin", nego je prihvatljivo koristiti riječ "Rom"; čak se prehrambeni proizvod "ciganski umak" danas prodaje pod imenom "umak od paprike na mađarski način".
U istraživanju američke javnosti koju je 2020. god. proveo libertarijanski "Cato Institute", čak 62% Amerikanaca nalazi da ih trenutačna pravila političke korektnosti priječe da slobodno iznesu svoje mišljenje. U tome, od ispitanika koji sebe opisuju kao "vrlo liberalni", njih 58% nalazi da ne moraju "samocenzurirati" što govore. Kod onih koji sebe smatraju "liberalnim", takvih je 52%, kod onih koji se opisuju kao "umjereni" je takvih 36%, a kod onih koji se smatraju "konzervativnim", tek njih 23% ne nalazi potrebu da se suzdržava kod iznošenja svojih mišljenja u javnosti. Oko jedne trećine Amerikanaca se plaši da bi mogli izgubiti svoj posao ili izglede u karijeri, ako se sazna za njihova politička uvjerenja. Nelagode i strahovi vezane uz pojmove političke korektnosti rastu zadnjih godina, ukazuju kod Cato Institute.
Sandra Dzenis 2020. godine ukazuje da je razvoj političke korektnosti  u SAD bitno povezan uz djelovanje tzv. progresivnih političkih snaga, te u znatnoj mjeri inspiriran promišljanjem marksističkog teoretičara Herberta Marcusea o tzv. represivnoj toleranciji. Katarina Jukić ukazuje (2021.) da konzervativci kritiziraju primjenu političke korektnosti prvenstveno jer se plaše da bi zbog nje mogli izgubiti u idejnoj borbi; ali da tu primjenu kritiziraju i ljevičari, jer smatraju da im zbog nje nije dopušteno društvene procese izvrgnuti dovoljno oštroj kritici.

## Vanjske poveznice
- Politically correct and proud of it Observer Special Report by Will Hutton (engl.)
- Possible origins of the term at www.linguist.org  Arhivirana inačica izvorne stranice od 4. siječnja 2011. (Wayback Machine) (engl.)
- "Politička korektnost: povijest i značenje pojma", Radule Knežević, Političke analize : tromjesečnik za hrvatsku i međunarodnu politiku, Vol. 1 No. 4, 2010.